# 하치쥬하치카쇼쥰레이
하치쥬하치카쇼쥰레이(일본어: 八十八ヶ所巡礼)는 일본의 파워 트리오 밴드다. 장르는 싸이키델릭 락. 약칭은 하치하치(八八).
2006년 10월 8일 결성되었다. “웬만해서 상상할 수 없는 록 음악”, “떠오르는 프로그레시브의 끄트머리”라고 스스로의 음악성을 자칭한다. 밴드명은 일본 불교의 성지순례인 88개소 순례에서 따 왔으며, 그 밖에도 불교, 신토 등 동양 종교의 세계관을 접목한 악곡이 많다.

## 멤버
마가렛 히로이 (マーガレット廣井)
베이스, 보컬. 에히메현 요시다정(현재는 [[우와지마시]에 합병) 출신. 고등학생 때부터 이스턴 유스의 음악을 들었고, 인간의자의 영향을 받았음을 공언한다. 라이브에서 관객들을 “새끼들아(貴様ら)”라고 부르면서도 존댓말을 하는 독특한 말투를 쓴다.
카츠야 시미즈 (Katzuya Shimizu)
기타. 이시카와현 가호쿠군 우치나다정 출신. 15세 부터 기타를 시작해서 반 헤일런, 스티브 바이의 영향을 받았고, 이후 히지카타 타캬유키, 키타지마 켄지를 스승으로 사사했다. 음악 교실 “코로이데아 음악숙”에서 기타레슨 강사도 맡고 있다.
켄조오오오오오오오 (Kenzoooooooo)
드럼. 히로이와 동향으로 에히메현 요시다정 출신. 소학교 5학년 때부터 드럼을 접했고, 고등학교 때는 X Japan의 곡을 연주했다. 평소에는 블랙 뮤직을 주로 듣는다. 매우 과묵한 성격으로, 공개석상에서 말하는 일이 없다. 라이브나 뮤직비디오에서 웃통을 벗고 연주한다. 예명의 o는 앨범 수와 연동되어 늘어난다. 형은 고향에서 귤 농사를 하고 있다.